# ビリヤードの選手権
ビリヤードの選手権は、プロスポーツとしてのビリヤードの選手権の一覧。

## ポケット競技

### 世界大会
- 世界ナインボール選手権
- 世界エイトボール選手権
- 世界テンボール選手権
- 世界14-1選手権
- インターナショナルプールツアー

### 招待制試合
- ワールドプールマスターズ
- チャレンジ・オブ・チャンピオンズ
- モスコーニカップ

### 各国の大会

#### アメリカ合衆国
- USオープン (ビリヤード)
- リノオープン
- サンズリージェンシーオープン
- ダービー・シティ・クラシック

#### 日本
- 全日本プロポケットビリヤード選手権 - 寬仁親王牌、通称は全日本選手権。
- ジャパンオープン

## スヌーカー競技

### 世界大会
- 世界スヌーカー選手権

### 招待制試合
- プレミアスヌーカーリーグ

### 各国の大会

#### イギリス
- マスターズ

#### 中華人民共和国
- 中国オープン
- 上海マスターズ

#### 日本
- スヌーカージャパンオープン